# Vallei van de Zeverenbeek
De Vallei van de Zeverenbeek of Zeverenbeekvallei is een natuurgebied van 200 hectare aan de Zeverenbeek in Deinze in Oost-Vlaanderen. 55 hectare wordt beheerd door Natuurpunt en is erkend als natuurreservaat. Het landschap bestaat uit uitgestrekte meersen, dotterhooilanden, bloemrijke ruigtes en broekbos van els en es. In de hooilanden bloeit echte koekoeksbloem, pinksterbloem, grote ratelaar, brede orchis, waterkruiskruid. Het natuurgebied is Europees beschermd als onderdeel van Natura 2000-habitatrichtlijngebied 'Bossen en heiden van Zandig Vlaanderen: oostelijk deel'. 

## Afbeeldingen

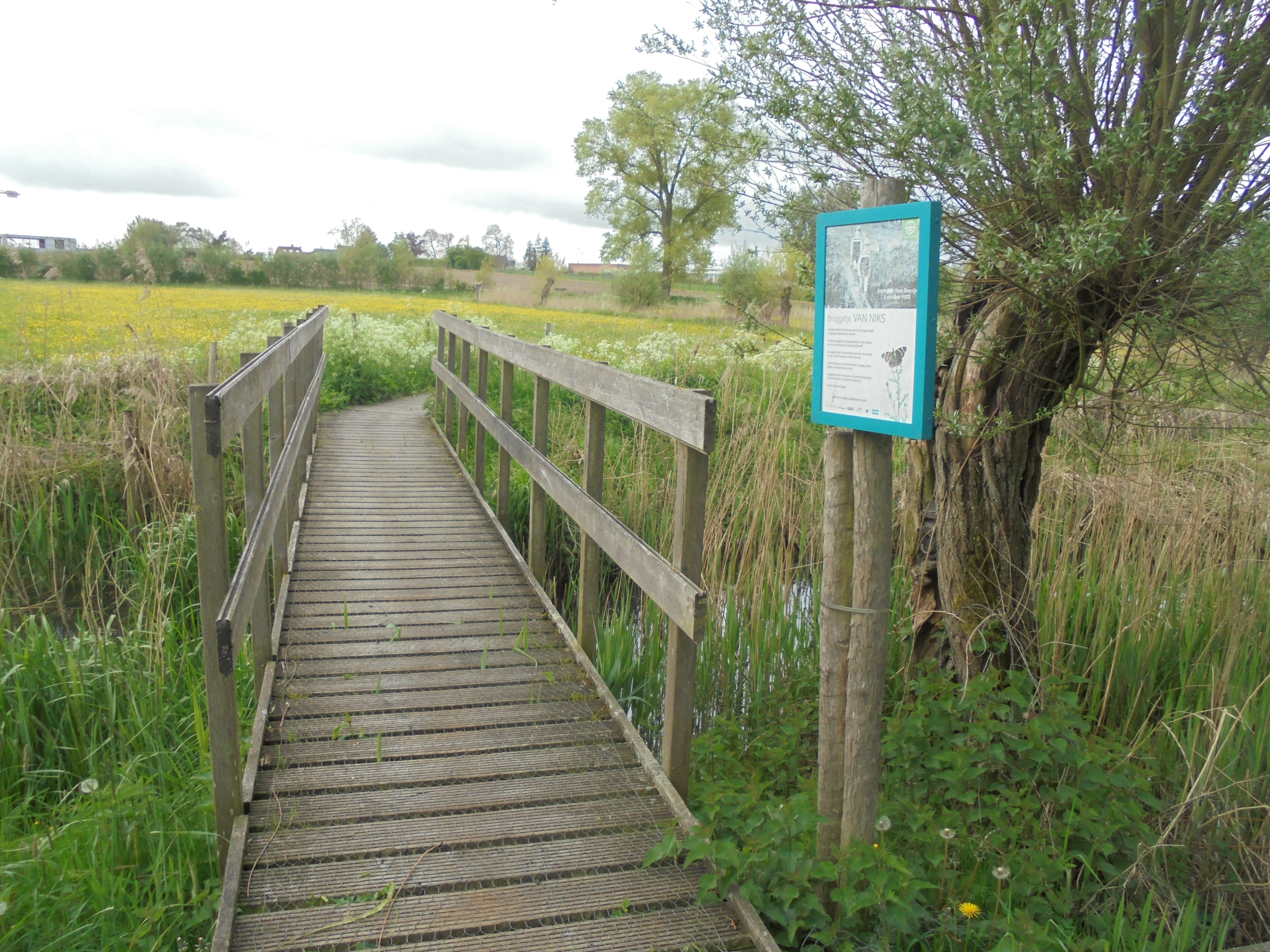
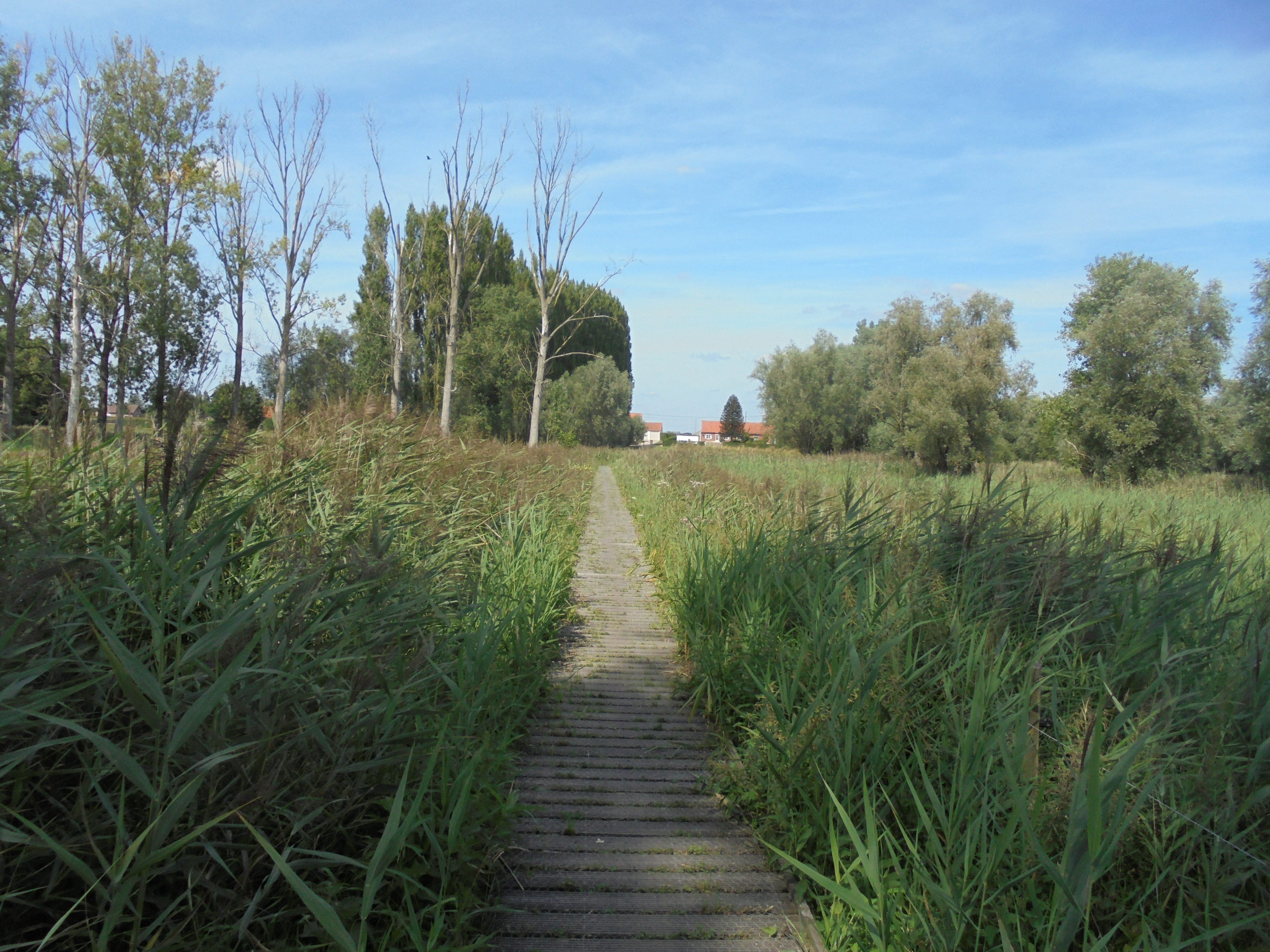
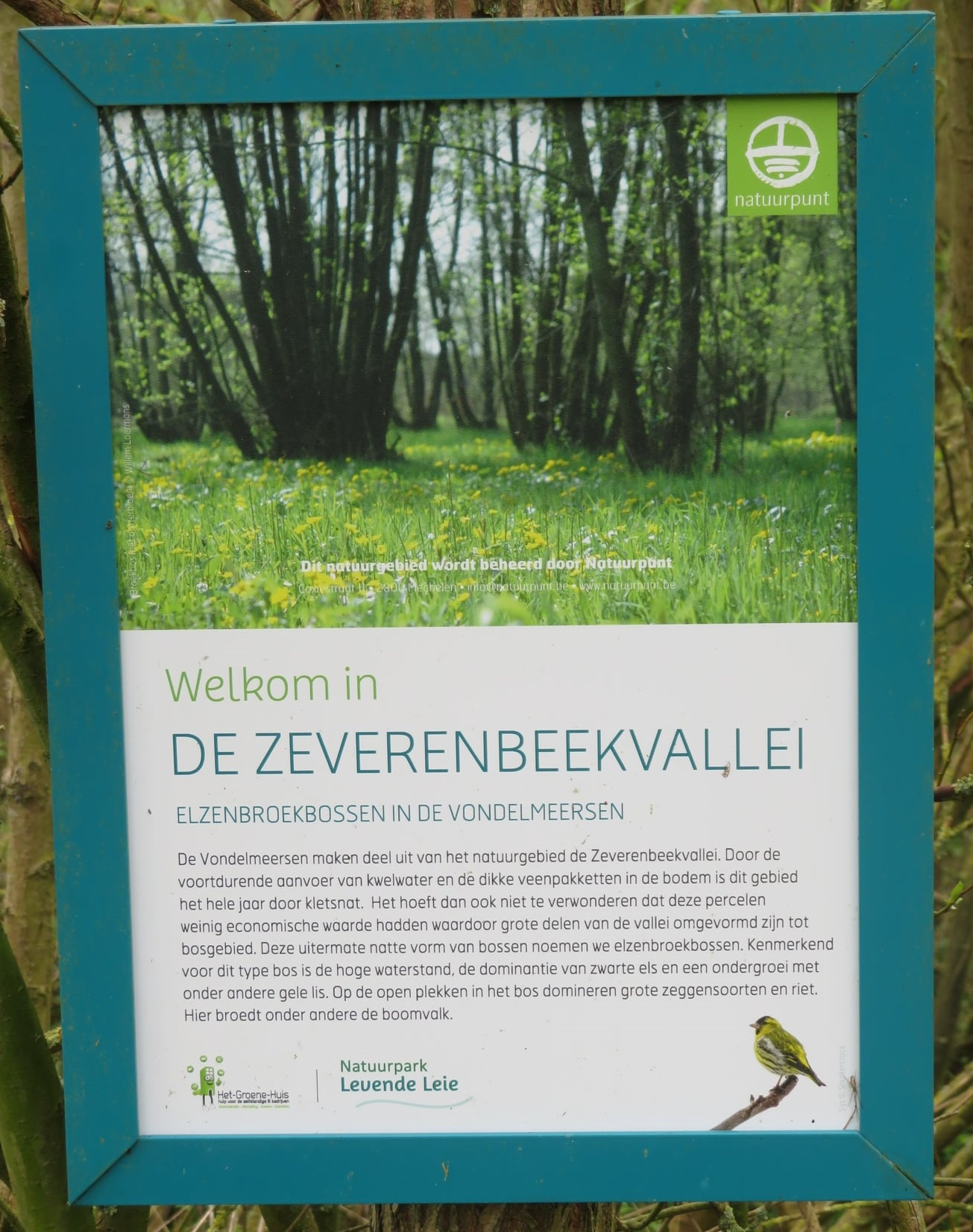